# San Luis Potosí Challenger 2000
Il San Luis Potosí Challenger 2000 è stato un torneo di tennis facente parte della categoria ATP Challenger Series nell'ambito dell'ATP Challenger Series 2000. Il torneo si è giocato a San Luis Potosí in Messico dal 17 al 23 aprile 2000 su campi in terra rossa.

## Vincitori

### Singolare
Agustín Calleri ha battuto in finale  Mariano Hood con il punteggio di 7–5, 6–4.

### Doppio
José de Armas /  Jimy Szymanski hanno battuto in finale  Jocelyn Robichaud /  Michael Sell con il punteggio di 5–7, 6–4, 6–2.